# تیاگو مندس
تیاگو کاردوسو مندس (پرتغالی: Tiago Cardoso Mendes؛ زادهٔ ۲ مهٔ ۱۹۸۱) بازیکن فوتبال سابق اهل پرتغال است.
وی همچنین در تیم ملی فوتبال پرتغال بازی کرده‌است.
تیاگو هم‌اکنون به عنوان دستیار سرمربی در اتلتیکو مادرید فعالیت م
ی‌کند.

## افتخارات

### باشگاهی
بنفیکا
- جام حذفی فوتبال پرتغال: ۰۴–۲۰۰۳

چلسی
- لیگ برتر فوتبال انگلستان: ۰۵–۲۰۰۴
- جام اتحادیه باشگاه‌های انگلستان: ۰۵–۲۰۰۴
- جام خیریه انگلستان: ۲۰۰۵

لیون
- لیگ ۱: ۰۶–۲۰۰۵، ۰۷–۲۰۰۶

اتلتیکو مادرید
- لا لیگا: ۱۴–۲۰۱۳
- کوپا دل ری: ۱۳–۲۰۱۲
- سوپر جام فوتبال اسپانیا: ۲۰۱۴
- لیگ اروپا: ۱۲–۲۰۱۱
- لیگ قهرمانان اروپا: نایب قهرمان ۱۴–۲۰۱۳، ۱۶–۲۰۱۵

### ملی
پرتغال
- جام ملت‌های اروپا: نایب قهرمان ۲۰۰۴